# Ricadi
Ricadi är en ort och kommun i provinsen Vibo Valentia i regionen Kalabrien i Italien. Kommunen hade 4 939 invånare (2017).